# جيمس غالاغير
جيمس غالاغير (بالإنجليزية: James Gallagher)‏ (8 يونيو 1905 في الولايات المتحدة - ) هو لاعب كرة قدم أمريكي في مركز الوسط، شارك في الألعاب الأولمبية الصيفية 1928. وشارك مع منتخب الولايات المتحدة لكرة القدم.

## وصلات خارجية
- جيمس غالاغير على موقع الاتحاد الدولي (مؤرشف)  (الإنجليزية)
- جيمس غالاغير على موقع قاعدة بيانات كرة القدم.إي يو (الإنجليزية)
- جيمس غالاغير على موقع أوليمبيديا (الإنجليزية)